# Morten Sæther
Morten Sæther (* 13. května 1959 Lillehammer) je bývalý norský cyklista, člen amatérského týmu Glåmdal Sykleklubb.
Na mistrovství světa v silniční cyklistice 1979 v Nizozemsku získal bronzovou medaili v časovce družstev na 100 km spolu s Geirem Digerudem, Josteinem Wilmannem a Hansem Petterem Ødegårdem. Jeho nejlepším výsledkem v individuálním závodě bylo 29. místo v letech 1981 a 1983. Na olympiádě 1984 byl čtvrtý v závodě jednotlivců a desátý v časovce družstev.
Vyhrál etapový závod Kolem Berlína 1983, byl druhý Kolem Rakouska 1980 a třetí na Piccolo Giro di Lombardia 1986. V roce 1987 se zúčastnil Závodu míru, vyhrál třetí etapu a celkově skončil šestý, s norským družstvem obsadil čtvrté místo.
Získal třináct titulů mistra Norska: šest v časovce družstev (1978, 1979, 1981, 1982, 1983 a 1987), tři v časovce jednotlivců (1981, 1983 a 1987), dva v závodě s hromadným startem (1981 a 1983) a dva na dráze: 1980 ve stíhacím závodě družstev a 1983 ve stíhačce jednotlivců.